# District de Buyeo
Cet article concerne le district sud-coréen. Pour l'ancien royaume coréen, voir Puyŏ.
Le district de Buyeo est un district de la province du Chungcheong du Sud, en Corée du Sud.

## Histoire
Dans le village de Songguk-ri, des vestiges datant de la période du Mumun (-850 à -300) ont été retrouvés. Au temps des trois royaumes, Buyeo a servi de capitale du royaume de Baekje entre 538 et 660.
Elle était alors connue sous le nom de Sabi. Les sites archéologiques correspondants (la forteresse Busosanseong, les bâtiments administratifs Gwanbuk-ri, le temple Jeongnimsa, les tombes royales de Neungsan-ri et les remparts de Naseong) ont été inclus dans la liste du patrimoine mondial au sein du groupe des aires historiques de Baekje. L'étang de Gungnamji a aussi été créé à cette époque dans les jardins royaux. Depuis, 1954, ce passé est célébré chaque année à l'automne dans le cadre du festival culturel de Baekje. Le musée national de Buyeo lui est également entièrement consacré tout comme le parc culturel de Baekje.

## Géographie
Le district de Buyeo est situé dans le bas de la vallée du Geum dans une région vallonnée au sud de la chaîne des monts Charyeong. Les principales collines sont le Seongtaesan (631 m), le Wolmyeongsan (544 m) et le Mansusan (432 m). Buyeo se trouve à 60 km à l'ouest de la ville de Daejeon et à 40 km à l'est de la mer Jaune. Il est traversé par l'autoroute 151 reliant Gongju à Seocheon depuis 2009. Il est desservi par un réseau de bus qui le met à 2 heures de Séoul. Il n'y a pas de train.
La population du district est actuellement en baisse rapide : elle est passée de 95 213 habitants en 2000 à 71 809 en 2014. Il y avait 195 843 habitants en 1964. Il regroupe un eup (le chef-lieu) et 15 communes (myeon).

Subdivisions du district de Buyeo

| Subdivisions                     | Habitants (2011) | Superficie (km2) | Densité (hab/km2) |
| -------------------------------- | ---------------- | ---------------- | ----------------- |
| Buyeo-eup (부여읍, 扶餘邑)       | 24 517           | 58,86            | 417               |
| Gyuam-myeon (규암면, 窺岩面)     | 10 794           | 46,58            | 232               |
| Eunsan-myeon (은산면, 恩山面)    | 4 507            | 69,45            | 65                |
| Sedo-myeon (세도면, 世道面)      | 4 027            | 41,92            | 96                |
| Seokseong-myeon (석성면, 石城面) | 3 621            | 30,58            | 118               |
| Hongsan-myeon (홍산면, 鴻山面)   | 3 493            | 23,9             | 146               |
| Imcheon-myeon (임천면,林川面)    | 3 440            | 43,15            | 80                |
| Jangam-myeon (장암면, 場岩面)    | 3 345            | 47,69            | 70                |
| Oesan-myeon (외산면, 外山面)     | 2 823            | 56,02            | 50                |
| Guryong-myeon (구룡면, 九龍面)   | 2 750            | 21,86            | 126               |
| Chochon-myeon (초촌면, 草村面)   | 2 730            | 27,97            | 98                |
| Nam-myeon (남면, 南面)           | 2 202            | 20,99            | 105               |
| Yanghwa-myeon (양화면, 良花面)   | 2 101            | 32,77            | 64                |
| Naesan-myeon (내산면, 內山面)    | 1 863            | 40,45            | 46                |
| Oksan-myeon (옥산면, 玉山面)     | 1 612            | 25,39            | 63                |
| Chunghwa-myeon (충화면, 忠化面)  | 1 364            | 37,1             | 37                |
| Buyeo-gun (부여군, 扶餘郡)       | 75 189           | 624,6            | 120,4             |

### Climat
Le climat de Buyeo est de type continental humide (Dwa selon la classification de Köppen). Les précipitations sont concentrées en été tandis que les hivers sont secs. La température moyenne passe de −1,9 °C en janvier à 25,5 °C en aout. Buyeo fait partie de l'écorégion des forêts décidues de Corée centrale.
| Mois                                | jan.  | fév.  | mars  | avril | mai   | juin  | jui.  | août  | sep.  | oct.  | nov.  | déc.  | année   |
| ----------------------------------- | ----- | ----- | ----- | ----- | ----- | ----- | ----- | ----- | ----- | ----- | ----- | ----- | ------- |
| Température minimale moyenne (°C)   | −7    | −5    | −0,7  | 4,8   | 11,3  | 17    | 21,5  | 21,5  | 15,5  | 7,4   | 1     | −4,5  | 6,9     |
| Température moyenne (°C)            | −1,9  | 0,4   | 5,3   | 11,7  | 17,3  | 21,9  | 25    | 25,5  | 20,4  | 13,5  | 6,6   | 0,5   | 12,2    |
| Température maximale moyenne (°C)   | 3,9   | 6,8   | 12,2  | 19,2  | 24,1  | 27,8  | 29,7  | 30,7  | 26,8  | 21,3  | 13,6  | 6,7   | 18,6    |
| Ensoleillement (h)                  | 179,2 | 187,9 | 223,9 | 245,1 | 256,2 | 229   | 195,4 | 220,8 | 212,9 | 220,6 | 169,9 | 167,7 | 2 518,6 |
| Précipitations (mm)                 | 28,8  | 34,1  | 56,1  | 76,1  | 99,2  | 166,2 | 319,6 | 283   | 152,3 | 53,1  | 53,2  | 27,4  | 1 349,2 |
| Nombre de jours avec précipitations | 7,6   | 6,2   | 7,8   | 7,3   | 7,7   | 9     | 13,9  | 13    | 8,4   | 5,7   | 8,3   | 8,3   | 103,2   |

## Personnalités connues
- Park Yong-rae (1925-1980), poète

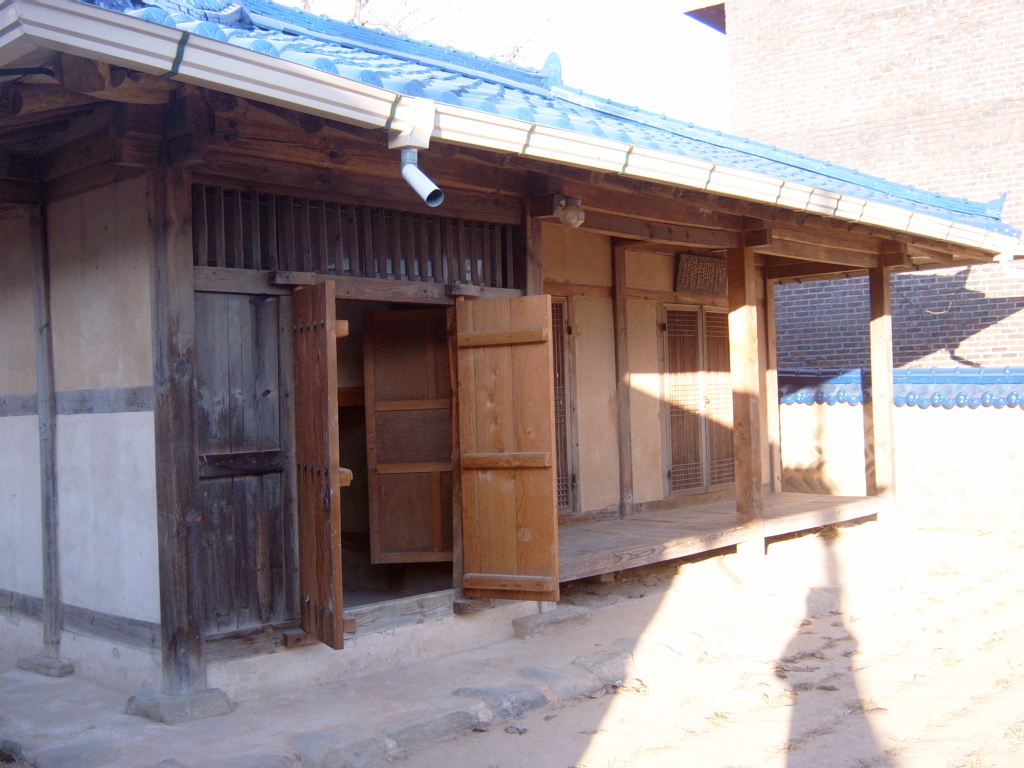
La maison de naissance de Sin Dong-yeop

- Kim Jong-pil, (1926-), premier ministre de 1971 à 1975 et de 1998 à 2000
- Shin Dong-yeop (1930-1969), poète
- Lee Jin-sam (1937-), ministre de la jeunesse et des sports de 1991 à 1993
- Hwang Woo-suk (1952-), scientifique travaillant sur les cellules souches
- Lee Won-jong (1969-), acteur